# Cerro del Viento
El Ehecatépetl, Cerro del Dios del Viento o de la Cruz es un cerro en Ecatepec que forma parte de la Sierra de Guadalupe, en el que han aparecido importantes restos arqueológicos.
En la época prehispánica se llevaba a cabo un ritual en honor al dios del viento, Ehécatl, del cual toma su nombre el municipio, durante la Conquista se colocó una cruz en la cúspide sustituyendo el adoratorio en el que los nahuas rendían tributo al dios.
En el cerro se encuentra una cueva con una pintura rupestre representando al viento, también a la mitad de él se localiza un monolito equinoccial, es decir una roca con el Sol esculpido. Las ceremonias prehispánicas fueron sustituidas para dar paso a la nueva doctrina religiosa, pero aprovechando los mismos sitios, cambiando las deidades por un solo dios.
Actualmente la gente que conoce los rituales antiguos, gracias a sus antecesores, sigue subiendo cada tres de mayo para compartir con los demás las comidas preparadas como símbolo de las antiguas ceremonias también ligadas a los ciclos agrícolas. 
Ecatepec es parte de la cuna de los primeros habitantes de México. Hacia el límite oriente de Ecatepec se encuentra el poblado de Tepexpan, en el municipio de Acolman, connotado históricamente por ser el lugar donde se encontraron los restos fósiles del ya famoso Hombre de Tepexpan que, aunque resultó mujer, convivió con los últimos mastodontes en la etapa Pzicozoica.
Los más antiguos restos arqueológicos de Ecatepec, según puede rastrearse en los tiestos, figurillas y estructuras arquitectónicas halladas en los cerros De la Cruz y De las Venitas, pueden fecharse hacia el año 1500 antes de Nuestra Era, con la que serían contemporáneos de Cuicuilco, Copilco, Tlatilco y Zacatenco.

## Zonas arqueológicas
En Ecatepec se han registrado seis zonas arqueológicas pertenecientes a los tiempos prehispánicos. Dos de ellas se encuentran en las partes altas de los cerros mencionados - De la Cruz y De las Venita -; las otras cuatro se encuentran en los terrenos correspondientes a la Casa de Morelos, la Loma del Cerro de la Cruz, el fraccionamiento Tata Félix y el fraccionamiento Izcalli Ecatepec. En todas estas seis zonas se han encontrado tiestos de cerámica pertenecientes a distintas épocas, idolillos y diferentes artefactos de piedra, barro y obsidiana, además de diversos montículos y ruinas de antiguas edificaciones. 